# Xylothrips religiosus
Xylothrips religiosus là một loài bọ cánh cứng trong họ Bostrichidae. Loài này được Boisduval miêu tả khoa học năm 1835.

## Hình ảnh

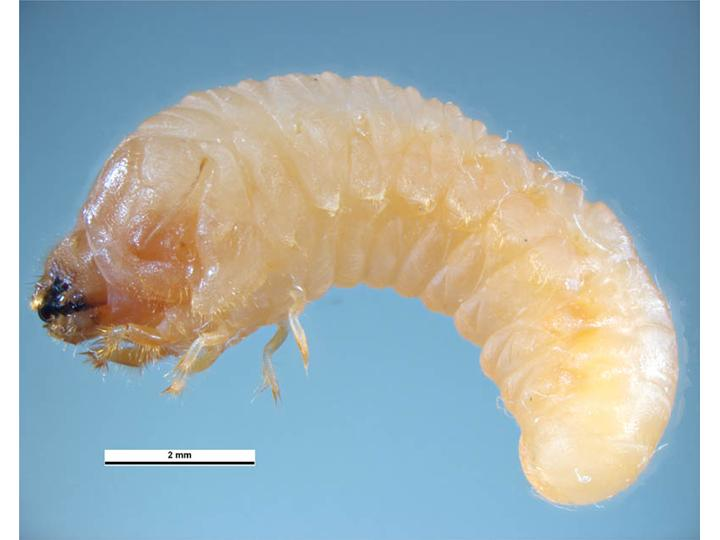